# インナ・モジャ
インナ・モジャ（Inna Modja, 1984年 - ）は西アフリカ・マリ共和国出身の女性シンガー・ソングライター。

## ディスコグラフィー

### アルバム
- エヴリデイ・イズ・ア・ニュー・ワールド （2010年）
- Love revolution （2011年）
- Motel Bamako （2015年）